# Васильев, Валерий Николаевич
Валерий Николаевич Васильев (род. 17 июля 1965, село Кривоозерки, Аксубаевский район, Татарская АССР, СССР, РСФСР) — российский государственный деятель. Сенатор Российской Федерации от законодательного органа власти Ивановской области. Член Совета Федерации Федерального собрания Российской Федерации. Приступил к исполнению обязанностей в марте 2011 года.

## Биография
С 1983 по 1985 год проходил службу в рядах воздушно-десантных войсках СССР.
С 1985 по 1989 год работал в Монтажном управлении № 28 города Химки, в управлении хозяйственно-технической эксплуатации при МГУ.
На рубеже 1980—1990-х годов занимался предпринимательской деятельностью.
С середины 1990-х годов работал на руководящих должностях на предприятиях и организациях разного профиля. С 1994 года был генеральным директором ООО «Текс-2» (Москва). В 1999 году окончил Ивановскую государственную текстильную академию по специальности «Экономист-менеджер». С 1997 по 2002 год был генеральным директором Ивановского парашютного завода «Полёт». С 2002 по 2007 начальником Управления дорожного хозяйства Ивановской области «Ивавтодор».
В 2005 году избран депутатом Ивановской областной Думы 4-го созыва в составе списка кандидатов от Ивановского регионального отделения «Единой России» . С 2006 по 2008 год — руководитель комитета по экономике, первый заместитель председателя Ивановской областной Думы и руководитель фракции «Единая Россия».
С 2005 по 2008 год — секретарь политсовета Ивановского регионального отделения партии «Единая Россия».
С 2008 по 2011 год — заместитель председателя Ивановской областной Думы, член фракции «Единая Россия».
С 29 марта 2011 года — член Совета Федерации Федерального Собрания Российской Федерации, представитель от исполнительного органа государственной власти Ивановской области. Член Комитета Совета Федерации по экономической политике, предпринимательству и собственности, член комиссии по естественным монополиям, комиссии по жилищной политике и жилищно-коммунальному хозяйству.
С 2014 года — заместитель председателя комитета СФ по экономической политике. В 2023 году — член комитета СФ по экономической политике.
В 2018 году указом Президента РФ награждён медалью ордена «За заслуги перед Отечеством» II степени.

## Сведения о доходах и собственности
В 2020 году вошёл в список богатейших госслужащих, по данным журнала «Форбс» (82 место), доход его семьи составил 194.29 млн руб. В собственности у Валерия Васильева 2 машиноместа и недвижимость площадью около 130000 м².
| 2021      | 2020       | 2019       | 2018      |
| --------- | ---------- | ---------- | --------- |
| 6 515 437 | 10 128 412 | 46 391 828 | 6 528 736 |

## Семья
Жена — Портнова Юлия Владимировна (1974) — генеральный директор АО «Полет».

## Награды
- Медаль ордена «За заслуги перед Отечеством» II степени (24 января 2018 года) — за активную законотворческую деятельность и многолетнюю добросовестную работу[13]
- Почетная грамота Правительства Российской Федерации (17 января 2023 года) — за большой вклад в развитие российского парламентаризма и активную законотворческую деятельность[14]

## Санкции
Из-за поддержки нарушения территориальной целостности Украины во время российско-украинской войны находится под персональными международными санкциями Евросоюза, США, Великобритании и ряда других стран.